# Griechische Badmintonmeisterschaft 2016
Die Griechische Badmintonmeisterschaft 2016 fand vom 5. bis zum 6. März 2016 in Portaria statt. 

## Medaillengewinner
| Disziplin    | Gold                                 | Silber                                      | Bronze                                               |
| ------------ | ------------------------------------ | ------------------------------------------- | ---------------------------------------------------- |
| Herreneinzel | Ilias Xanthou                        | Stamatis Tsigirdakis                        | Georgios Galvas                                      |
| Herreneinzel | Ilias Xanthou                        | Stamatis Tsigirdakis                        | Panagiotis Skarlatos                                 |
| Dameneinzel  | Eleni Papadopoulou                   | Eleni Melikidou                             | Anna Giannakidou                                     |
| Dameneinzel  | Eleni Papadopoulou                   | Eleni Melikidou                             | Irini Tenta                                          |
| Herrendoppel | Georgios Galvas Panagiotis Skarlatos | Vasileios Orlis Dimitris Orlis              | Athanasios Geranis Petros Tentas                     |
| Herrendoppel | Georgios Galvas Panagiotis Skarlatos | Vasileios Orlis Dimitris Orlis              | Panagiotis Babatzianis Christos Palamidas            |
| Damendoppel  | Eleni Melikidou Eleni Papadopoulou   | Panagiota Dimitra Aslanidou Evgenia Vaggeli | Anna Giannakidou Anna Damakoudi                      |
| Damendoppel  | Eleni Melikidou Eleni Papadopoulou   | Panagiota Dimitra Aslanidou Evgenia Vaggeli | Afroditi Niouniouskou Aphrodite Vrisiis Sotiropoulou |
| Mixed        | Panagiotis Skarlatos Eleni Melikidou | Georgios Galvas Eleni Papadopoulou          | Vasileios Orlis Anna Damakoudi                       |
| Mixed        | Panagiotis Skarlatos Eleni Melikidou | Georgios Galvas Eleni Papadopoulou          | Petros Tentas Irini Tenta                            |